# Storia di Acireale

Stemma di Acireale

Acireale, città siciliana in provincia di Catania, ha una storia lunga secoli, che confonde le proprie radici nella leggenda della ninfa Galatea e del pastorello Aci. Storicamente il borgo assunse importanza a partire dal XVI secolo affermandosi poi nei secoli successivi.

## Dalle origini ad Aquilia Nuova

### Xiphonia
Secondo tradizione Acireale e le altre Aci trassero la propria origine da Xiphonia, misteriosa città greca oggi del tutto scomparsa. I poeti Virgilio e Ovidio fanno risalire il mito della fondazione alla storia d'amore tra una ninfa chiamata Galatea ed un pastorello chiamato Aci, ucciso per gelosia dal ciclope Polifemo. Scomparsa Xiphonia, in epoca romana nello stesso territorio nacque una città chiamata Akis, e che storicamente partecipò alle guerre puniche.

## Medioevo
Nel Medioevo il borgo si consoliderà attorno al castello (oggi in territorio di Aci Castello), cambiando la propria denominazione in Jachium, sotto i bizantini, Al-Yag con gli arabi e quindi in Aquilia. Del periodo normanno è la fondazione del Santuario di Valverde. Nel 1169 il territorio fu sconvolto da un terribile terremoto che provocò la dispersione della popolazione nell'entroterra e la nascita delle varie borgate di Aci. In particolare alcuni profughi fondarono nel promontorio a monte del castello un borgo chiamato Aquilia. Alla fine del XIV secolo una decina di nuclei familiari, si spostò ancora più a nord dove diedero vita ad Aquilia la nuova (anche Aci Aquilia) in contrapposizione alla precedente denominata da allora la vetere. Aquilia nuova fu il primo nucleo della città attuale, di quel periodo si tramanda storicamente l'esistenza della taverna di un certo "Zu Spiranza" posta proprio nella odierna piazza del Duomo.

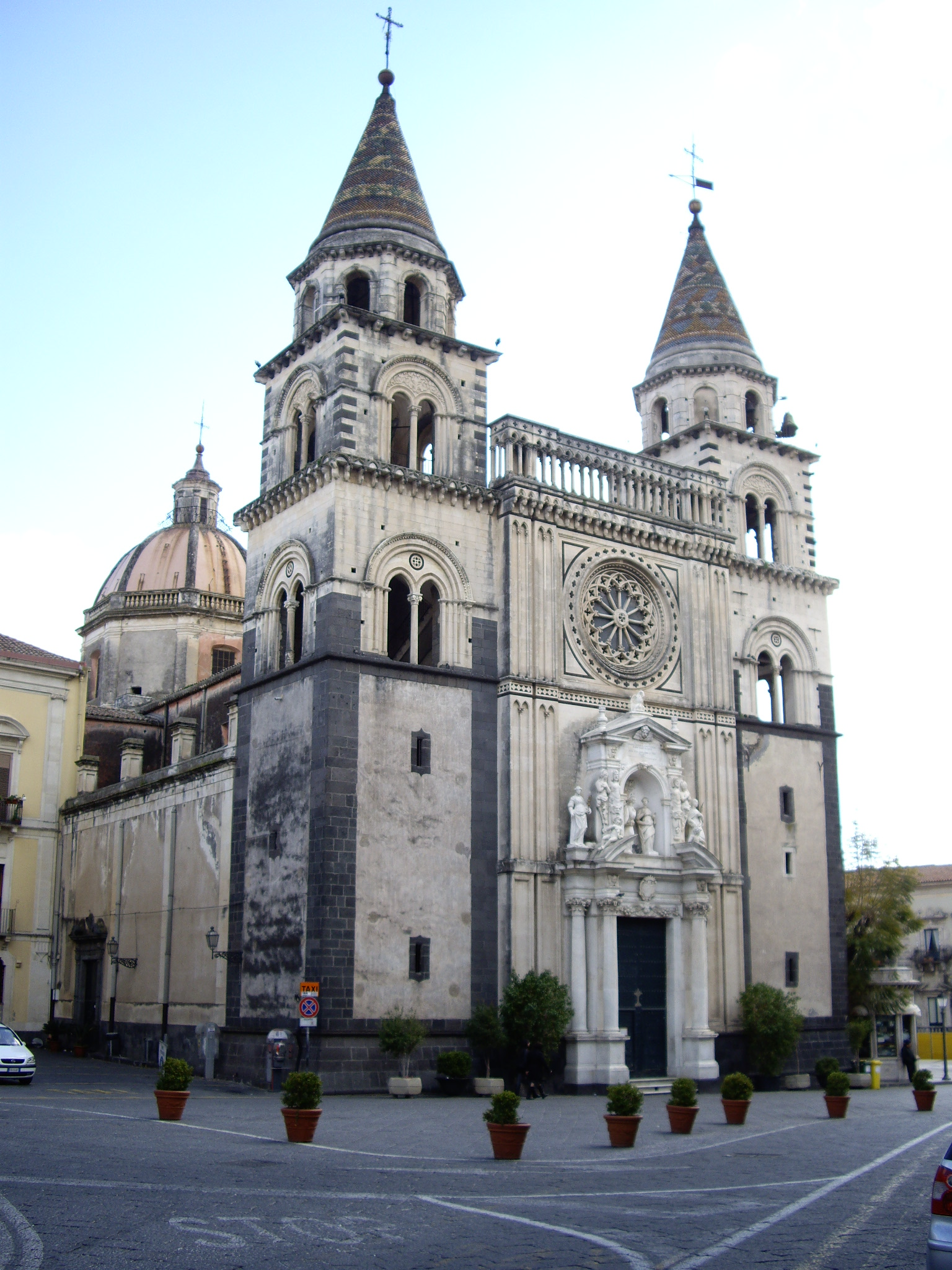
La Cattedrale

Dopo le distruzioni angioine causate dalla Guerra del Vespro e dalla peste del 1466, il borgo si arricchì di un tempio votivo dedicato originariamente a San Sebastiano Martire che, dopo il terremoto del 1693, venne dedicato a Sant'Antonio di Padova e conserva tutt'oggi un bellissimo portale, in stile gotico lombardo del 1475, unico ricordo dell'antico edificio e di Aquilia Nuova. Il borgo apparteneva alla parrocchia sacramentale di Aci San Filippo. A favore del nuovo borgo vi fu anche la benevolenza dei sovrani aragonesi che rafforzandolo volevano porre un freno alle ambizioni espansionistiche della vicina Catania, spesso ribelle alla casata regnante. La tradizione popolare vuole che solo sul finire del medioevo le reliquie dell'amata Santa Patrona Venera tornassero in città (anche se in momenti diversi) ed a più riprese.

## Il XVI secolo
Il 1500 fu un secolo importantissimo per la città di Acireale, dove si stava consolidando un forte ceto mercantile. Già nel 1528 dietro il pagamento di 72.000 fiorini, l'imperatore Carlo V liberava Aci ed il suo territorio da ogni vassallaggio, mantenendola nel demanio ed erigendola a Comune. Nel 1553 Aquilia corse il pericolo di essere rivenduta e soltanto un donativo di 100 onze, da ricavarsi da una nuova gabella del vino e dei mosti, la fece scampare al pericolo di ricadere sotto il dominio baronale.
Così nel fervore nel 1548 sorgeva, di fronte alla Cattedrale, l'ospedale, la prima vera opera pubblica realizzata in città. L'opera sarà poi lesionata dal terremoto del 1693 e quindi abbattuta (1811) per ampliare la piazza. Nel 1587 si iniziarono i lavori della costruzione della via di Santa Maria La Scala (Le chiazzette).
In ambito religioso nel 1554 veniva elevato il campanile sud della Cattedrale e nel 1558 la chiesa dell'Annunziata (attuale Duomo) veniva elevata a sacramentale (parrocchia) dal Vescovo di Catania, monsignor Nicolò Caracciolo. Di fatto la città finiva di dipendere dalla chiesa di Aci San Filippo: si sanciva così l'ascesa di Aquilia anche in campo religioso.
Nel 1571 don Vincenzo Gravina definì lo stemma cittadino: questo presentava a destra il castello merlato con in cima un leone coronato rampante con una bandiera, a sinistra i tre faraglioni uscenti dal mare con in alto le lettere A.G. a ricordo del mito di Aci e Galatea. Nei sigilli compare anche la dicitura: Acis civitas amplissima et fida regibus. Lo stendardo venne custodito all'interno del castello e portato fuori per la festa patronale. Nel 1577 un tumulto spontaneo e sanguinoso contro talune imposizioni delle milizie spagnole costava alla città 17 impiccagioni e 15.000 scudi per ottenere l'amnistia. La città in quel periodo oscillava tra i sei ed i settemila abitanti.

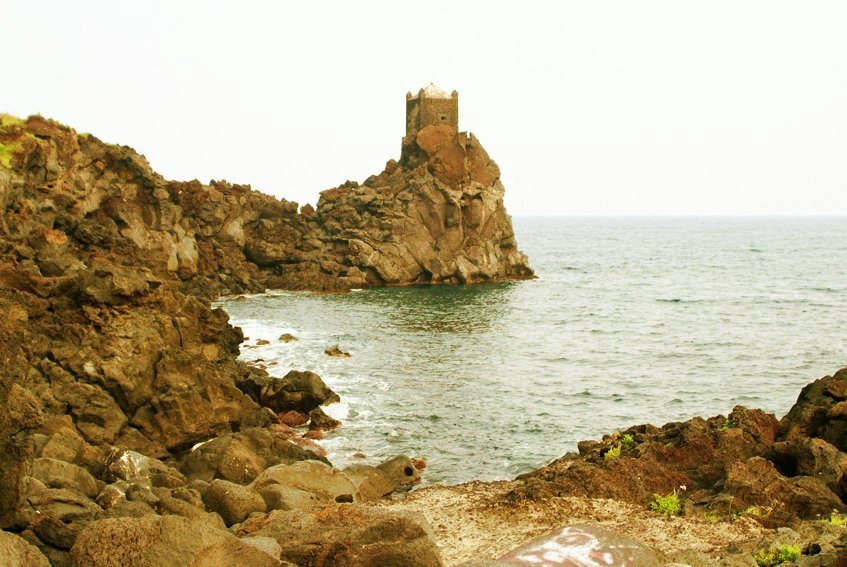
Santa Tecla, la garitta dello «Scalo Pennisi» (XVI secolo) nei pressi sarebbe sbarcato il corsaro Luccialì

Nel 1582 nell'attuale frazione di Santa Tecla sbarcarono da ben sette galee turche circa trecento pirati comandati da Luccialì. Grazie però alla mobilitazione della popolazione questa incursione fallì ed i pirati furono costretti alla fuga.
È del 1594 il documento più antico sul Carnevale di Acireale (mandati di pagamento, vol. II, 1586-1595, libro 6 foglio 72v), data in cui si fanno risalire le origini del carnevale.

## Espansione del XVII secolo

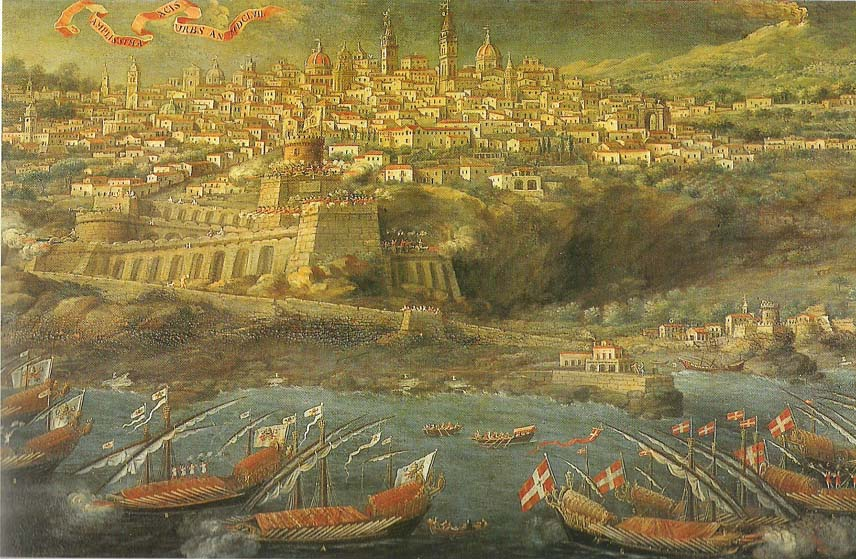
Il Passaggio della flotta di don Martino De Redin, Gran Maestro dell'Ordine Gerosolimitano al largo della città (Amplissima Acis Urbs di Giacinto Platania, 1657, Pinacoteca Zelantea)

Nel XVII secolo, la città oramai in ascesa si affermò ulteriormente come centro commerciale. Questa rapida ascesa causò una serie di contrasti e rivalità con gli altri casali, che ottennero di costituirsi in universitas (città). Nacquero: Aci Bonaccorsi (1652), Aci Castello (1647) (comprendente anche Aci Trezza), Aci San Filippo ed Aci Sant'Antonio (1628) (comprendente anche l'antica "Aci "Valverde, Aci Santa Lucia ed Aci Catena).

La città vide realizzati importanti interventi di architettura religiosa, civile e militare. Alla fine del XVI secolo risalgono le realizzazioni di alcune importanti opere di fortificazione del litorale, fra cui la Torre Alessandrano, la torre quadrata di Sant'Anna a Capo Mulini (1585), la garitta di Santa Tecla e la Fortezza seu Bastione del Tocco sulla Timpa di Santa Maria La Scala (1592-1616).

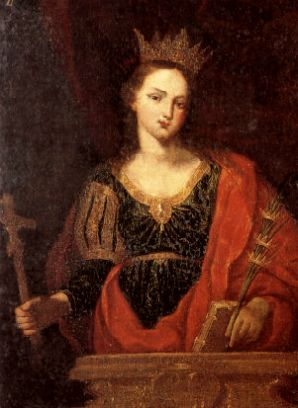
Santa Venera (G.Platania, Pinacoteca Zelantea)

La fortezza del Tocco venne progettata dall'ingegnere Camillo Camilliani (in seguito vi partecipò l'ingegnere acese Vincenzo Geremia - detto porcellana - cui si deve nel 1674 l'aggiunta di un cannoncino portatile). Queste opere furono rese necessarie dall'intensificarsi delle scorrerie turche dopo la battaglia di Lepanto. Il forte, da cui si godeva un ampio panorama sulla costa era a pianta irregolare ed ospitava un grande cannone che, sparando un colpo ad ogni avvistamento di navi pirata, avvertiva la popolazione del pericolo. 

Nel settore civile 1659 si avviano i lavori per la costruzione del palazzo comunale, ovvero la Loggia Giuratoria.

Tra il 1658 ed il 1687 viene realizzata la cappella barocca di Santa Venera nella Cattedrale, per conservare le reliquie della Santa, che fino ad allora erano state conservate nella chiesa di Gesù e Maria.
Alla città vennero riconosciuti i privilegi della Fiera Franca e della demanialità. Nel 1616 la Fiera Franca viene trasferita ad Aquilia Nuova, facendo crescere il malcontento degli altri casali. Nel 1642 Filippo III, re di Sicilia e di Spagna, conferì alla città lo status di città demaniale (reale appunto), dietro corresponsione di una grossa elargizione di denaro. Contemporaneamente si perse il sostantivo "Aquilia".

cosiddetto Cesare di Acireale (Pinacoteca Zelantea)

Nel 1669, la città accolse i numerosi profughi dalla eruzione dell'Etna che incombeva su Catania (Il capoluogo etneo contava in quel periodo sui 16.000 abitanti, Acireale circa 11.000).
L'esuberanza di Acireale anche nel campo della cultura permise nel 1671 la fondazione della Accademia degli Zelanti.
La città prese parte alla guerra franco-spagnola a partire dal 1675 che fu combattuta in molte parti della Sicilia. Acireale parteggiò per gli spagnoli e quando i messinesi coperti dai francesi occuparono la piazzaforte di Taormina, il Senato e la popolazione, sostenuta dal Viceré Aniello de Gusman (o de Guzman), marchese di Castel Roderigo, fortificarono la città, il mare presso l'attuale Capomulini e la parte boschiva a settentrione della città. Proprio a Capomulini durante i lavori per la fortificazione si rinvennero notevoli quantità di frammenti di statue marmoree databili all'epoca romana, fra cui un busto marmoreo che raffigurerebbe Giulio Cesare, noto come Cesare di Acireale e che ora è visibile alla Pinacoteca Zelantea. Venne inoltre eretta una porta fortificata (1676), nell'attuale piazza Gusmana, su disegno dell'ingegnere militare Carlos de Grunembergh ma di cui oggi non rimane traccia. Nello scontro che poi avvenne nel 1677 presso le alture della vicina San Leonardello, gli Acesi batterono alcuni reparti francesi arrivati in soccorso dei messinesi e successivamente respinsero un attacco dal mare, cannoneggiando la flotta avversa dalla fortezza del Tocco e dalla Torre di Sant'Anna. Nel 1678 il re Carlo II di Spagna e Sicilia concedeva alla città il titolo di Amplissima per la fedeltà dimostrata.
Nel 1680 veniva eletta Patrona della città Santa Venera dal vescovo di Catania monsignor Michelangelo Bonadies.

## Il 1693 e la ricostruzione
(Proverbio siciliano)

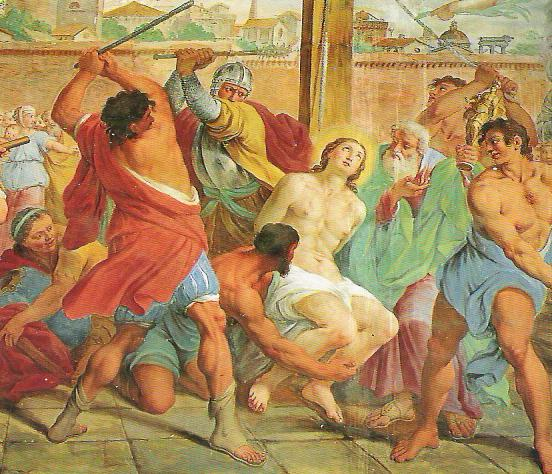
Martirio di San Sebastiano (Paolo Vasta, transetto Basilica San Sebastiano)

I processi di ascesa economica del XVI secolo e di affermazione della città nel XVII secolo vennero bruscamente interrotti la mattina dell'11 gennaio 1693, quando la città fu danneggiata dal terremoto che sconvolse tutta la Sicilia sud-orientale. Vennero rovinate: la corte del capitano di giustizia, la loggia dei giurati, tutte le chiese e i monasteri. Si è stimato che almeno il sessanta per cento del patrimonio edilizio fu rovinato. Si contarono 739 vittime su una popolazione di quasi 13.000 abitanti. La scossa fu preceduta da alcune piccole e brevi scosse: l'usanza di allora di rifugiarsi in chiesa subito dopo una scossa sismica, fu per molti fatale. Nonostante gli ingenti danni riportati (comunque minori rispetto alle cittadine del Val di Noto), iniziarono ben presto i lavori di ricostruzione e già nel 1705 si apriva il cantiere della chiesa di San Sebastiano, che verrà poi arricchita dalla facciata (1713) e dalle opere di Pietro Paolo Vasta. Superato il dramma della distruzione e avviati una serie di processi per la ricostruzione della città praticamente dalle fondamenta già nel 1713 la città iniziava a crescere superando i 12.000 abitanti.

## XVIII secolo

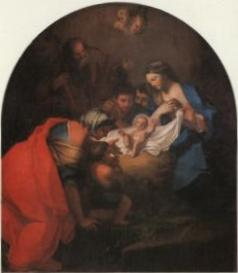
Natività (V. D'Anna, Chiesa S.M. della Neve)

Il 28 aprile 1714 Vittorio Amedeo II di Savoia giungeva in città accolto festosamente, ma già nel 1717 la città era pronta ad insorgere, invocando il ritorno degli spagnoli. Nel 1715 in Piazza Duomo, veniva giustiziato un tale Spampinato, uno dei briganti più temuti d'allora. Nel 1740 la città contava 13.500 abitanti. Nel 1743 verrà innalzata l'edicola del Santissimo Rosario in Piazza Maggiore (oggi Marconi), per ringraziare la Madonna per lo scampato pericolo della peste. Nel 1750 un eremita acese, fra' Rosario Campione fondava l'Eremo di Sant'Anna. Nel 1752 viene inaugurato l'artistico presepe della chiesa di Santa Maria della Neve, realizzato dal canonico Mariano Valerio. Nel 1756 vengono collocate le dieci statue raffiguranti vari personaggi del Vecchio Testamento, nel nastro della balaustra della Basilica di San Sebastiano. Nel 1757 veniva costruita la Carrozza del Senato, berlina di gala per il magistrato civico. Le decorazioni furono realizzate di Alessandro Vasta. Nel 1778 veniva fondata l'Accademia dei Geniali, successivamente trasformata in Dafnica (1816). Nel 1781 scoppiò un primo dissidio fra Acireale e Catania a causa della tessitura della seta. Infatti la città di Catania si era alleata con Messina e Palermo per convincere il governo ad impedire alla città acese la tessitura della seta che godeva di notevole prestigio in tutto il regno per via sia dei prezzi molto concorrenziali che della superiore qualità del prodotto. Comunque il Re Ferdinando I di Borbone respingeva l'istanza e confermava il diritto della tessitura ad Acireale. Nel censimento del 1793 Aci Reale ed il suo territorio contavano 19.732 abitanti.

## XIX secolo
Nel 1806 il re Ferdinando III di Sicilia visitò la città. Il re giunse da Mangano ed entrò in città in pieno giorno accolto dal senato vicino a Porta Gusmana e dalla popolazione al Duomo e fu ospite nella casa del barone Saverio Musmeci nel piano di San Domenico. Meravigliato dello splendore cittadino nominò la città amplissima e fedelissima e concesse il privilegio del nome di Senato per il governo cittadino. Poco dopo elesse la città capo-luogo col distretto di 18 città e terre e diede l'ordinaria corte militare. Nel 1811 vengono inaugurate: la prima parte dell'attuale corso Savoia (allora via Carolina), la Villa Belvedere e l'Ospedale Santa Marta e Santa Venera. Nel 1813 Acireale venne aggregata al distretto di Catania dal Parlamento Siciliano e veniva privata della sede giudiziaria nonostante gli oltre 19.000 abitanti e le proteste. Si veniva a creare un nuovo dissidio fra le due città. Nel 1817 venne incluso tra i comuni compresi nel neo-costituito distretto di Catania. Nel 1818 un terremoto provocò danni gravi. Nel 1819 vi furono nuovi dissidi con Catania a causa di un prolungato ritardo nell'apertura del tratto acese della strada litoranea di collegamento con Messina. Inoltre nel 1835 la concessione di un porto a Capo Mulini fu rifiutata a vantaggio del porto di Catania. Nel 1837 la città fu colpita da epidemia di colera, che provocò 1.000 vittime.

### Il nuovo Regno d'Italia
Nel 1838 in segno di riconoscenza per la fedeltà dimostrata nei tumulti anti-borbonici del 1820 e 1837 arrivò in visita Ferdinando II di Borbone e la città fu eletta a distretto. Nel 1843 gli astronomi Wolfgang Sartorius Von Waltershäusen e Christian Frederick Peters ed il pittore Giovanni Francesco Boccaccini realizzarono la meridiana nel transetto della Cattedrale. Nel 1848 venne costituita la Biblioteca e Pinacoteca Zelantea. Nel 1848 fu uno dei principali centri dei moti in Sicilia. Venne costituito un comitato rivoluzionario ed una guardia nazionale locale e fra l'altro, Salvatore Vigo Platania, cittadino acese, divenne ministro del governo rivoluzionario di Ruggero Settimo. Solo il 5 aprile 1849 le truppe borboniche al comando del generale Carlo Filangieri riprendevano possesso della città. Nel 1852 arrivò l'acqua potabile. Partecipò alle vicende garibaldine del 1860. Si fregia di esser stata la prima città insorta ad innalzare il tricolore in Sicilia. Fu sede di giudizio per gli arresti avvenuti in seguito alle sommosse di Randazzo. Nel 1861 votava plebiscitariamente per l'annessione. Il Barone Pasquale Pennisi di Santa Margherita fu il primo sindaco eletto dopo l'Unità d'Italia. Nel 1866 veniva inaugurata la Stazione di Acireale. Nel 1867 si ebbe un'epidemia di colera. Nel 1868 la torre di Sant'Anna a Capomulini viene convertita in faro. Nel 1870 si inaugurò il Teatro Bellini. Nel 1872 venne costituita la diocesi. Primo vescovo fu Gerlando Maria Genuardi. Nel 1873 fu aperto lo stabilimento termale di Santa Venera e l'inaugurazione dell'annesso Grand Hotel des Bains tappa fondamentale nello sviluppo della città. Acireale divenne in tal modo un centro termale di una certa notorietà e che ospitò alcuni importanti personaggi quali Richard Wagner e famiglia (1882), Ernesto Renan, il Re Umberto I e la Regina Margherita (1881), il Granduca ereditario di Baden e l'insigne clinico napoletano Professor Cardarelli. Dal 1880 si costruiscono i primi carri di cartapesta per il carnevale. Nel 1881 ad Acireale, che contava allora 38.547 abitanti, si inaugurò il seminario vescovile. Nel 1884 venne istituito il Liceo "Gulli e Pennisi". Nel 1892 fu attivata la prima linea telefonica verso Messina ed il 21 aprile del 1907 quella con Catania, con una telefonata tra i due primi cittadini,  il professore Consoli per Catania e D'Antoni per Acireale. Nel 1896 arrivò la luce elettrica.
Il 5 febbraio 1897 in un palazzo comunale addobbato a festa, arrivava il cinematografo grazie ai fratelli Lentini, due pionieri della celluloide in Sicilia. Successivamente nel 1907 fu data un'altra proiezione in piazza Duomo accompagnata dalla banda. Il primo cinema aperto in città sarà il Margherita nel 1909, a cui seguirono l'Eldorado e l'arena Eden. Alla fine del XIX secolo un gruppo di studenti universitari cattolici della città, insieme ad altri gruppi di Bergamo, Pavia, Torino e Fiesole costituirono il nucleo di quella che sarà la Federazione Universitaria Cattolica Italiana (FUCI).

## Novecento

Presepe di Acireale

Nel 1903 veniva aperto il teatro - arena "Eden", all'interno della Villa Belvedere. Nel 1908 viene costituita la "Cassa Operaia Santa Venera" che poi diverrà famosa con il nome di "Banca Popolare Santa Venera". Il terremoto del 28 dicembre 1908 lesionò in maniera irreparabile la parte superiore del settecentesco loggiato delle Benedettine che prospettava in piazza Duomo e che fu necessario abbattere. Tra il 1911 ed il 1914 fu colpita da terremoti che arrecarono danni agli edifici e fecero alcuni morti. Nel 1912 fu scossa da un altro tragico evento, un incidente ferroviario verificatosi nella stazione di Guardia Mangano che provocò quindici morti. Nel 1913 vennero rimosse da Piazza Duomo le aiuole  con al centro il palco denominate del "Cinque Oro", destinate fino ad allora ad accogliere i complessi bandistici nei frequenti concerti. Nel 1915 poco prima che scoppiasse la prima guerra mondiale Acireale veniva collegata con Catania attraverso una linea tranviaria denominata "Tranvia Catania Acireale" che rimase in esercizio sino al 1934 quando venne soppressa. Nel 1920 l'epidemia di spagnola fece 1.000 vittime. Nel 1921 contava 34.674 abitanti. Nel 1927 veniva creata l'Azienda autonoma della Stazione di Cura. Nel 1929 venne collocato nella piazza Garibaldi il gruppo scultorio dedicato al Milite ignoto realizzata dallo scultore acese Michele La Spina. Nel 1930 vennero introdotti nel carnevale i suggestivi carri infiorati. Nel 1937 Mussolini visitò Acireale. Nel 1939 la città ospitò il principe Umberto di Savoia

### Seconda guerra mondiale

Il francobollo dedicato alla città

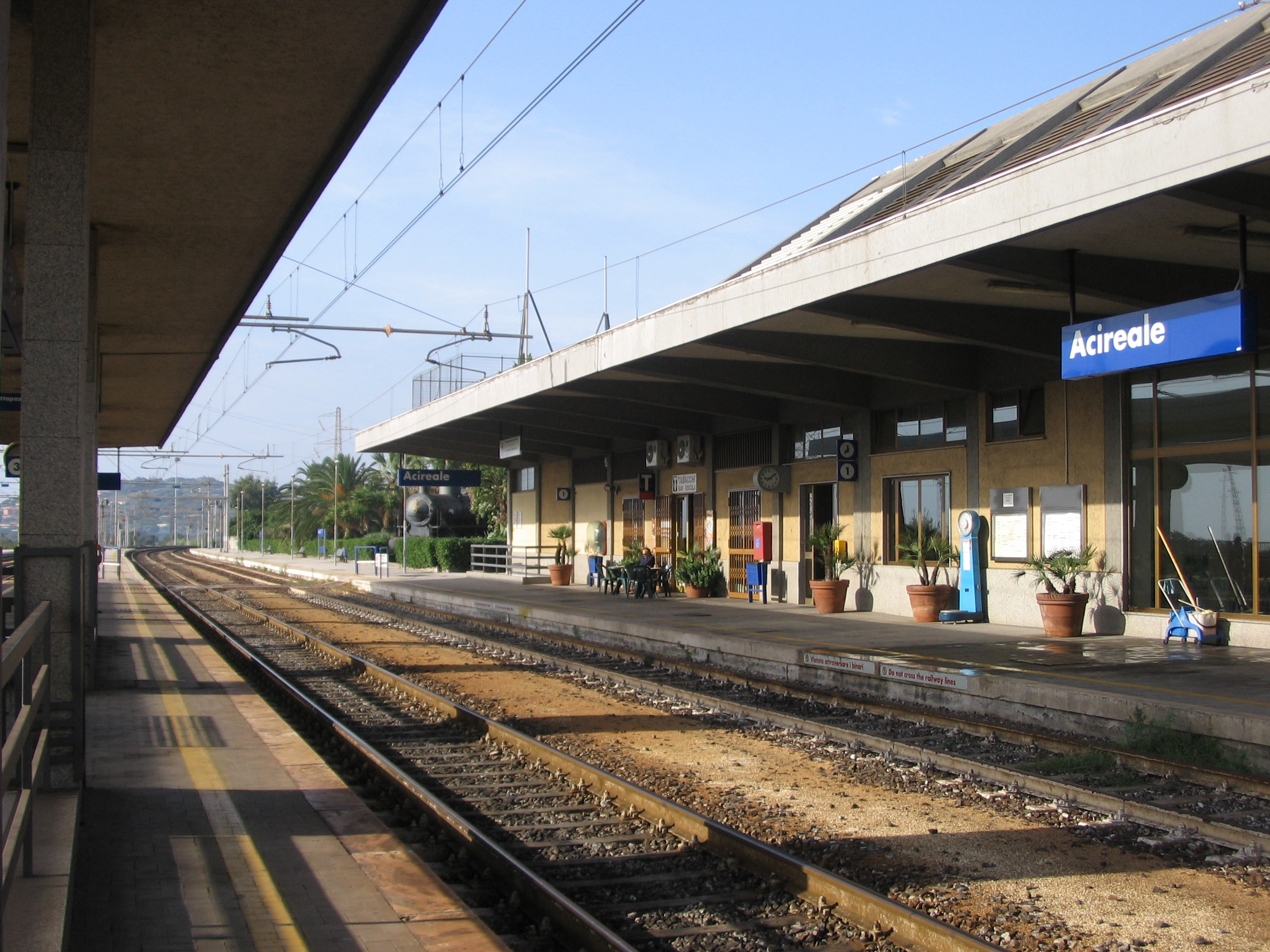
La nuova stazione ferroviaria

Durante la seconda guerra mondiale i tedeschi presero possesso da gennaio 1941 del castello Scammacca, dove insediarono un comando dell'aviazione militare della 7ª Compagnia Kriegsberichter Luftwaffe. Essendo per lo più sede di rappresentanza dal castello transitarono personaggi importanti come Erwin Rommel e Joachim von Ribbentrop. Al seminario vescovile estivo, sito in campagna a Santa Maria degli Ammalati, venne creato un ospedale da campo tedesco, mentre l'istituto cittadino "San Michele" venne requisito e destinato ad ospedale militare italiano. Vi erano dislocate inoltre alcune batterie costiere e stanziati dei reparti di bersaglieri nella caserma accanto alla chiese del Carmine. Il pastificio Leonardi, dichiarato di interesse bellico perché destinato ad assicurare parte dei rifornimenti alle truppe ed il sostentamento alla popolazione civile, sarà mimetizzato con particolari tinte. Durante il conflitto vi furono alcuni momenti importanti: fra questi il triste bombardamento alleato del 14 novembre 1941 che provocò morti e distruzione. Nella primavera del 1943 dopo la ritirata italo-tedesca dal nord Africa, ed in prossimità dello sbarco alleato in Sicilia in città si insediarono 3 compagnie del Battaglione Arditi "Santa Severa", composto da un centinaio di milizie fasciste, dislocati fra la villa, il complesso di S.Giovanni Nepomuceno, Capomulini e Santa Maria La Scala. Contemporaneamente il comando tedesco venne via via sostituito da truppe speciali paracadutate del 1. Fallschirmjäger-Division, al comando del tenente colonnello Erich Walther e dalla divisione corazzata Fallschirm-Panzer-Division 1 "Hermann Göring" che preparavano la linea difensiva Acireale-Etna-San Fratello (Me) successivo baluardo dopo la caduta di Catania (avvenuta il 5 agosto 1943). Acireale era infatti un nodo strategico nella risalita degli inglesi verso Messina. I tedeschi occuparono militarmente la piazza Indirizzo e lo snodo della Villa del Barone S.Lucia, alla confluenza delle vie Loreto e via nazionale 114 (oggi via provinciale per Santa Maria degli Ammalati) posizionando carri armati e mitragliatrici per coprire la ritirata. Un piano tedesco prevedeva inoltre di distruggere con esplosivo parte della città per fare "terra bruciata" ed aveva avuto inizio con l'esplosione del ponte sulla ferrovia, vicino all'ingresso delle terme. Questo piano fu fortunatamente evitato grazie ad un sabotaggio da parte di alcuni coraggiosi cittadini. L'esercito inglese entrò in città l'8 agosto successivo con la fanteria del 9th Durham Light Infantry dalla stazione ed i carristi del 44º Royal Tank Regiment dalla via Dafnica ma dovettero attestarsi nell'attuale piazza del Duomo perché i tedeschi opposero una forte resistenza per proteggere la ritirata delle retrovie. Tale ritirata fu anche segnata da una serie di soprusi ai danni della popolazione civile. In seguito arrivarono la 51st (Highland) Division e i canadesi del reggimento The Seaforth Highlanders of Canada. Fra l'8 ed il 10 agosto gli inglesi risalirono tutto il territorio del comune, aiutati dalle incursioni aeree e dai cannoneggiamenti dal mare.
La lentezza dell'avanzamento dipese anche da una serie di campi minati a nord-ovest (Loreto-Piano d'Api) a sud (zona stazione) e da una serie insidiosa di batterie di cannoni tedeschi a nord fra S.M.Ammalati e Guardia ed a nord-est fra Guardia e Pozzillo tutti strategicamente posizionati dagli eserciti dell'Asse. Fra i militari acesi si distinsero il carabiniere Giuseppe Ricca e l'ufficiale Concetto Eugenio Piro decorati entrambi alla memoria con medaglia d'argento al valore militare. Inoltre il tenente di vascello Mario Patanè che affondò il 7 settembre 1943 (sera precedente l'armistizio) mentre era comando del sommergibile «Velella» contrastava lo sbarco alleato a Salerno e il pilota di Motosilurante (cd. "Maiale") tenente Francesco Pandolfo. Fra i civili il professore Carmelo Salanitro, insegnante antifascista del locale liceo classico deportato e morto nel campo di concentramento di Mauthausen.

### Il secondo dopoguerra
Nel 1944 viene costituito nella Chiesa di San Giuseppe da don Biagio Catania il primo gruppo scout cittadino, che si chiamò Acireale I.
È del 1946 la nascita dell'Associazione Sportiva Acireale. Il 15 febbraio del 1952 scoppia un violento incendio nel teatro "Bellini"; verrà domato solo il giorno dopo. Il teatro sarà distrutto e, da allora, rimarrà in attesa di esser ricostruito. Dal 1967 prende il via una delle più importanti rassegne italiane d'arte contemporanea, la "Acireale turistico-termale" che - inventata, presieduta e guidata per vent'anni dall'avvocato Francesco Grasso Leanza (1915-1987) -  si terrà fino al 1989.  Il 14 marzo 1984 fu istituita la Riserva Naturale Orientata La Timpa di Acireale. Nel Natale 1984, le Poste Italiane emisero una cartolina dedicata al Presepe della grotta di Acireale. Nel 1987 venne inaugurato lo stabilimento termale di Santa Caterina. Nel 1989 veniva inaugurata la nuova stazione di Acireale, decentrata, che sostituisce la precedente ottocentesca.
Nel 1990 in una villa in contrada Zaccanazzo vengono girate le riprese del film Il padrino - Parte III di Francis Ford Coppola. Nel 1993 la locale formazione di calcio Acireale fu promossa in serie B. 
Il 13 marzo 1995 la cittadina fu colpita da una rovinosa alluvione che causò due morti. 
Nel 1996 il nome del Carnevale di Acireale entrò a far parte della Lotteria nazionale del Carnevale. Lo sarà anche nel 1999, 2001 e 2006. Nel 1997 viene emesso dalle Poste Italiane un francobollo celebrativo dedicato alla città.
Nel 2005 ottiene il titolo di città, ottenuto con D.P.R. del 30 novembre 2005.